# Marcel Kaikinger
Marcel Kaikinger (né le 3 septembre 1960 à Autun) est un coureur cycliste français. Il évolue au niveau professionnel en 1982 et 1983 au sein de l'équipe Sem.

## Biographie
Après sa carrière cycliste, Marcel Kaikinger travaille chez un marchand de cycles à Paray-le-Monial puis ouvre son propre magasin de cycles dans cette même ville.

## Palmarès

### Amateur
- Amateur
  - 1974-1981 : 60 victoires
- 1981
  - Grand Prix de l'Amitié Nice-Foux d'Allos
- 1984
  - Circuit du Pévèle
  - Circuit du Morvan
- 1985
  - 2e du Circuit des Monts du Livradois
  - 3e du Grand Prix de Cours-la-Ville
- 1986
  - Circuit du Morvan
  - 3e du Challenge de la Bresse
- 1987
  - 4e étape du Circuit de Saône-et-Loire
  - Paris-Vailly
  - 2e du Tour Nivernais Morvan
  - 3e du Tour de la Moyenne Alsace
- 1988
  - Champion d'Auvergne sur route
  - Tour du Roussillon
  - Tour du Tarn-et-Garonne
  - Challenge des As d'Auvergne :
    - Classement général
    - 1re étape

  - Boucles du Tarn
  - 2e du Grand Prix d'Issoire
  - 3e du Circuit de la Vallée du Bédat
  - 3e du Tour de Franche-Comté
  - 3e du Grand Prix de Villapourçon
- 1989
  - Critérium de La Machine
  - Grand Prix de Chardonnay
  - Tour de Moselle
  - 2e du Critérium du Printemps
  - 3e du championnat de France sur route amateurs
- 1990
  - Tour Nivernais Morvan :
    - Classement général
    - 2e étape

  - 3e de Paris-Auxerre
  - 3e du Grand Prix de Villapourçon
- 1991
  - 3e du Grand Prix de Vougy
- 1992
  - Grand Prix de Villapourçon
- 1993
  - Circuit de l'Auxois
- 1994
  - 3e du Circuit de l'Auxois
- 1997
  - Critérium de Briennon

### Professionnel
- 1983
  - 2e étape du Tour du Vaucluse